# 斐济巨鸡
斐济巨鸡（学名：Megavitiornis）是一种发现于斐济的，已灭绝的，不会飞的，大型泛鸡形目鸟类。其最初被认为属于塚雉，但最近的研究显示其与新喀里多尼亚的森鸡有着更近的亲缘关系，这两个属组成森鸡科，置于鸡形目之外。这种鸟类很有可能在人类登陆斐济群岛不久后因过度捕杀而快速灭绝。

## 语源
斐济巨鸡属是单形属，其属名 Megavitiornis 由希腊语mega (大的)， viti (斐济) 和 ornis (鸟)组成。 其种加词 altirostris 来自拉丁语 altus (高的或高贵的)，和 rostrum (喙)，指的是其较高的喙。Worthy建议应当将“Noble Megapode”（贵族塚雉）作为其英文俗名。

## 发现历史
1998年10月，新西兰古生物学家Trevor Worthy通过Worthy, G. Udy 和 S. Mataraba收集的亚化石描述了这一物种。 包含化石遗迹的地点有位于Wainibuku的 Udit Tomo 洞穴、维提岛上的 Voli Voli 和 Delai-ni-qara 洞穴，以及纳英阿尼岛上的洞穴。其模式标本现存于新西兰国立博物馆(reg. no: S.037362)。在斐济巨鸡生活的年代，它可能就是斐济岛上最大的鸟类。

## 描述
斐济巨鸡无法飞行的表现有其庞大的体型、缩小的胸带以及胸骨和骨龙突的缺失。其喙的大小和比例不同于任何现存的家禽，高度为长度的 28%，与现代鸡形目相比更加厚重。有推测认为，这种巨大的喙是用来咬开大型树木的硬种子的；有几种原产于斐济的热带树木结出坚硬的种子，而岛上任何现存的鸟类或蝙蝠都无法打开这些种子。